# Elecciones legislativas del Imperio ruso de octubre de 1907
Elecciones parlamentarias se celebraron en el Imperio ruso en octubre de 1907. Fueron las segundas del año después de la disolución de la Segunda Duma Estatal del Imperio Ruso. El Partido Octubrista surgió como el partido más grande en la Tercera Duma del Estado, ganando 154 de los 509 escaños.

## Resultados
| Partido                                            | Escaños | +/–   |
| -------------------------------------------------- | ------- | ----- |
| Partido Octubrista                                 | 154     | +100  |
| Nacionalistas                                      | 97      | Nuevo |
| Partido Democrático Constitucional                 | 54      | –44   |
| Derechistas                                        | 50      | Nuevo |
| Partido Progresista-Partido de Renovación Pacífica | 39      | Nuevo |
| Partido Obrero Socialdemócrata                     | 19      | –52   |
| Trudovikí                                          | 13      | –91   |
| Polskie Koło                                       | 11      | Nuevo |
| Grupo musulmán                                     | 8       | Nuevo |
| Grupo polaco-lituano-bielorruso                    | 26      | –50   |
| Independientes                                     | 0       | –50   |
| Total                                              | 509     | –9    |
| Fuente: Gran Enciclopedia Rusa                     |         |       |

| Predecesor: 1907 | Elecciones en el Imperio ruso 1907 | Sucesor: 1912 |